# Kristian Bugge
Kristian Bugge (født 1979, Næstved) er en dansk violinist og folkemusiker. Han spiller i en række forskellige konstellationer med hvem han har udgivet adskillige albums, og han har modtaget flere priser ved Danish Music Awards Folk.

## Opvækst og uddannelse
Bugge blev født i Næstved i 1979. De første år af sin barndom boede han i Sverige, men han flyttede siden til Vejle-området, hvor han voksede op. Han gik på Rudolf Steiner-skole, og da han i 5. klasse skulle vælge et instrument at spille på blev det violin. Han stiftede første gang bekendtskab med folkemusik i Torsted ved Horsens på et sammenspilshold for unge.
Efter endt skolegang i Vejle var han bl.a. 5 måneder på Raduga kunstcollege i Moskva, hvor han blev undervist af Mikhail Tsinman, violinist og koncertmester på Bolsjojteatret.
Han gik et halv år på klassisk linje på Musikalsk Grundkursus (MGK) i Kolding, og tog derefter på højskole i Malung i Dalarna, Sverige i foråret 2000. Her tog han først et dansekursus hos Ami Pettersson og siden et violinkursus hos Kalle Almlöf. Det næste forår boede han i Stockholm.
Han blev uddannet på Det Fynske Musikkonservatoriums folkemusiklinje, hvor han startede i efteråret 2001.

## Karriere
Bugges selvbetitlede debutalbum udkom i 2005, og det hjembragte ham priserne som årets debut og årets instrumentalist ved Danish Music Awards Folk.
I omkring 10 år spillede han som duo med folkemusikeren Karl Skaarup. Bugge har desuden spillet med en række andre konstellationer som Gangspil, Kings of Polka, Wenzell & Bugge, Habadekuk og Baltic Crossing.
Sammen med harmonikaspilleren Mette Kathrine Jensen Stærk danner han duoen Jensen & Bugge, og de to danner med sanger og guitarist Morten Alfred Høirup trioen Jensen, Bugge & Høirup Arkiveret 26. september 2019 hos  Wayback Machine.

## Hæder
| År   | Prisoverrækkelse         | Modtager/nomineret arbejde                                  | Pris                              | Resultat  |
| ---- | ------------------------ | ----------------------------------------------------------- | --------------------------------- | --------- |
| 2004 | Danish Music Awards Folk | Kristian Bugge                                              | P2 – Radium Prisen                | Vundet    |
| 2006 | Danish Music Awards Folk | Kristian Bugge                                              | Årets Danske Folk Instrumentalist | Vundet    |
| 2006 | Danish Music Awards Folk | Kristian Bugge - Kristian Bugge                             | Årets folk debut                  | Vundet    |
| 2011 | Danish Music Awards Folk | Kristian Bugge, Habadekuk - Hopsadaddy                      | Årets folk-artist                 | Vundet    |
| 2016 | Danish Music Awards Folk | Kristian Bugge                                              | Årets Musiker                     | Vundet    |
| 2017 | Danish Music Awards Folk | Kristian Bugge (Gangspil, Baltic Crossing, Jensen og Bugge) | Årets Musiker                     | Nomineret |
| 2017 | Danish Music Awards Folk | Mette Kathrine Jensen Stærk og Kristian Bugge               | Årets Traditionspris              | Nomineret |

## Diskografi

### Solo
- Kristian Bugge (2005)

### Baltic Crossing
- Baltic Crossing (2008)
- Firetour (2010)
- The Tune Machine (2014)
- Carry on Crossing (2019)

### Kings of Polka
- Every man’s polka (2008)

### Habadekuk
- Hopsadaddy (2010)
- Kaffepunch (2014)
- Mollevit (2017)

### Gangspil
- Lydom, Bugge & Høirup - Gangspil (2015)
- Gangspil 2 (dobbelt cd) (2019)

### Impuls Trio
- Bugge, Bæk & Vinther, med John Bæk, Jesper Vinther, Kristian Bugge (2011)

### Jensen & Bugge
- Projekt Dialekt (DVD - 2010)
- Dwight Lamb & Jensen & Bugge - Live In Denmark 2010 (2011)
- Hav Og Land = Sea And Land (2011)
- Dwight Lamb & Jensen & Bugge - Live In Denmark 2013, part two (2014)
- Greatest hits (2021)

### Karl Skaarup
- Karl Skaarup med Kristian Bugge - Musiker (2009)

### Jagdselskabet
- Jagd, Bugge & Beck, med Steen Jagd Andersen, Kristian Bugge, Malene Daniels Beck (2022)

### Jensen, Bugge & Høirup
- Slid din tid (2015)

### Totakt-pols
- Totakts-Pols med Nikolaj Busk, Steffan Søgaard Sørensen, Åke Persson, Gerd Nielsen, Kristian Bugge, Ethel Wieslander, Frede Nielsen (2008)

### 3 Fiddlers 3 Traditions
- 3 Fiddlers 3 Traditions - Danish, American & Métis Fiddle Music, med Ruthie Dornfeld, Jamie Fox, Kristian Bugge (2017)

### Medvirker på
- Mette Kathrine - Øjeblikke, gæster: Kristian Bugge, Jeppe Nørgaard, Sonnich Lydom, Vagn Dahl Hansen, Charlotte Støjberg Schmidt, Peter Uhrbrand (2007)
- Ungtrad - Live, med: BONK, FAUK, Wenzel! & Bugge, Musik Direktør Rasmussens Balorkester, JazzMinPolkaLyst, Pørtners Komplot, PULK, Almost Irish, Zenobia, Wood'n'Shoe, Zyflaks - 2x cd (2008)
- Højbystævnet 2009, med Kristian Bugge, Mette Kathrine Jensen, Kirstine Uhrbrand, Vagn Dahl Hansen, Torben Jørgensen, Gunner Friis, Jens Drewsen, Katrine Harboe, Täpp Ida Almlöf, Täpp Jenny Nylander, Jenny Bergman, Anders Almlöf, Johan Nylander, Jørgen Nyrønning, John Ole Morken - dobbelt-CD (2009)
- Lilian og Gitte Vammen - Buestrøg og Bælgtræk, gæster: Maren Hallberg, Jørgen Dickmeiss, Mette Kathrine Jensen & Kristian Bugge (2010)
- Mette Kathrine - Familiealbum, gæster: Vegar Vårdal, Johs Stærk, Ditte Fromseier Hockings, Julian Svejgaard Jørgensen, Kamilla Sørensen, Kristian Bugge, Morten Alfred Høirup (2021)
- Mia Guldhammer & Morten Alfred Høirup - Tral, Tråd & Traditioner, gæster: Clara Tesch, Charlotte Andersson, Louise Nipper, Mads Kjøller-Henningsen, Kristian Bugge, Tapani Varis, Arto Järvelä (2021)